# Гроново-Гурне
Гроново-Гурне (пол. Gronowo Górne, нім. Grunau) — село в Польщі, у гміні Ельблонг Ельблонзького повіту Вармінсько-Мазурського воєводства. Населення — 1323 особи (2011).
У 1975-1998 роках село належало до Ельблонзького воєводства.

## Демографія
Демографічна структура станом на 31 березня 2011 року:
|          | Загалом | Допрацездатний вік | Працездатний вік | Постпрацездатний вік |
| -------- | ------- | ------------------ | ---------------- | -------------------- |
| Чоловіки | 661     | 120                | 507              | 34                   |
| Жінки    | 662     | 120                | 461              | 81                   |
| Разом    | 1323    | 240                | 968              | 115                  |